# Hartford (Alabama)
Hartford es una ciudad ubicada en el condado de Geneva en el estado estadounidense de Alabama. En el censo de 2000, su población era de 2369.

## Demografía
En el 2000 la renta per cápita promedia del hogar era de $23,324, y el ingreso promedio para una familia era de $30,919. El ingreso per cápita para la localidad era de $13,290. Los hombres tenían un ingreso per cápita de $25,843 contra $21,838 para las mujeres.

## Geografía
Hartford se encuentra ubicada en las coordenadas 31°6′13″N 85°41′40″O / 31.10361, -85.69444 (31.103664, -85.694544).
Según la Oficina del Censo de los EE. UU., la ciudad tiene un área total de 6.25 millas cuadradas (16.18 km²).